# 800

800(팔백)은 799보다 크고 801보다 작은 자연수다.

## 수학
- 합성수로, 그 약수는 총 18개다. (1, 2, 4, 5, 8, 10, 16, 20, 25, 32, 40, 50, 80, 100, 160, 200, 400, 800)
  - 800의 진약수의 합은 1153이므로 800은 과잉수다.
- 10번째 아킬레스 수다. 앞의 아킬레스 수는 675, 다음은 864다.
- 자릿수 제곱합이 제곱수인 66번째 자연수다. ({\displaystyle 8^{2}+0^{2}+0^{2}=8^{2}}) 이 성질을 지닌 앞의 수는 766, 다음 수는 806이다. (OEIS의 수열 A175396)
- {\displaystyle 800=193+197+199+211}
  - 연속하는 네 소수(素數)의 합으로 나타낼 수 있으며, 이 성질을 지닌 앞의 수는 780, 다음 수는 830이다.
- {\displaystyle 800=4^{2}+28^{2}}
  - 서로 다른 두 자연수의 제곱합으로 나타낼 수 있는 수다.
- {\displaystyle 800=12^{2}+16^{2}+20^{2}}
  - 공차가 4인 세 자연수의 제곱합으로 나타낼 수 있는 수다. 이 성질을 지닌 앞의 수는 707, 다음 수는 899다.
  - 연속하는 세 개의 {\displaystyle 4n}({\displaystyle n}은 자연수)의 제곱합으로 나타낼 수 있는 수다. 이 성질을 지닌 앞의 수는 464, 다음 수는 1232이다.
- {\displaystyle 7^{4}-1}은 800으로 나누어떨어진다.

## 과학·기술
- NGC 800(영어판): 고래자리 방향에 있는 나선은하.
- ISO의 필름 감도 등급.

## 경제
- 오스트레일리아  달러(aud)는 대한민국 원(krw)으로 약 800원 조금 더 된다.
- 뉴질랜드 달러(nzd)는 대한민국 원(krw)으로 약 800원이다.

## 교통

### 항공
- 호커 800: 비즈니스 제트기.

### 도로
- 현도 제800호선

## 군사
- 800 해군 항공대(영어판): 과거 존재한 영국의 해군 항공대.

## 문화유산
- 대한민국의 보물 제800호: 공주 마곡사 영산전

## 스포츠
- 800미터 달리기: 육상 경기에서 중거리 달리기 종목의 하나.

## 작품
- 《800》(2020년): 중국의 전쟁 영화.

## 기타
- 연도: 800년, 기원전 800년
- 800년대
- 북아메리카 지역의 수신자 요금부담 무료전화 서비스 번호. (대한민국의 080 서비스에 해당.)
- 팔백: 화투 놀이 육백의 변종.
- 한국십진분류법에서 문학에 관한 책들이 분류되는 번호.

## 800번대의 다른 자연수

### 801~809
- 801 (팔백일, DCCCI, 32116) = 32×89
  - 9번째 이십사각수.
- 802 (팔백이, DCCCII, 32216) = 2×401
  - 243번째 반소수, 70번째 불가촉수.
- 803 (팔백삼, DCCCIII, 32316) = 11×73
  - 244번째 반소수.
- 804 (팔백사, DCCCIV, 32416) = 22×3×67
  - 71번째 불가촉수.
- 805 (팔백오, DCCCV, 32516) = 5×7×23
  - 106번째 쐐기수.
  - 4부터 13까지 연속하는 자연수 10개의 제곱합.
- 806 (팔백육, DCCCVI, 32616) = 2×13×31
  - 107번째 쐐기수.
- 807 (팔백칠, DCCCVII, 32716) = 3×269
  - 245번째 반소수.
- 808 (팔백팔, DCCCVIII, 32816) = 23×101
  - 회문수.
- 809 (팔백구, DCCCIX, 32916): 140번째 소수.
  - 35번째 소피 제르맹 소수(↔ 1619).

### 810~819
- 810 (팔백십, DCCCX, 32A16) = 2×34×5
  - {\displaystyle 810=9^{2}+27^{2}}
- 811 (팔백십일, DCCCXI, 32B16): 141번째 소수.
  - 9부터 14까지 연속하는 자연수 6개의 제곱합.
- 812 (팔백십이, DCCCXII, 32C16) = 22×7×29
  - 연속하는 두 자연수(28, 29)의 곱.
- 813 (팔백십삼, DCCCXIII, 32D16) = 3×271
  - 246번째 반소수.
- 814 (팔백십사, DCCCXIV, 32E16) = 2×11×37
  - 108번째 쐐기수.
- 815 (팔백십오, DCCCXV, 32F16) = 5×163
  - 247번째 반소수.
- 816 (팔백십육, DCCCXVI, 33016) = 24×3×17
  - 16번째 사면체수.
- 817 (팔백십칠, DCCCXVII, 33116) = 19×43
  - 248번째 반소수, 17번째 중심있는 육각수.
- 818 (팔백십팔, DCCCXVIII, 33216) = 2×409
  - 회문수, 249번째 반소수, 72번째 불가촉수.
  - {\displaystyle 818=17^{2}+23^{2}}
    - 5번째 섹시 소수쌍의 제곱합, 서로 다른 두 소수의 제곱합으로 나타낼 수 있는 18번째 반소수.

  - 2부터 13까지 연속하는 자연수 12개의 제곱합.
- 819 (팔백십구, DCCCXIX, 33316) = 32×7×13, 13번째 사각뿔수.
  - {\displaystyle 819=3^{2}+9^{2}+27^{2}}
  - 연속하는 세 소수(13, 17, 19)의 제곱합.
  - 2021년 11월 19일 문화재 관련 법령의 개정 전 대한민국의 등록문화재에 지정된 마지막 일련번호.

### 820~829
- 820 (팔백이십, DCCCXX, 33416) = 22×5×41
  - 40번째 삼각수, 10번째 이십각수.
  - 두 완전수(6, 28)의 제곱합.
- 821 (팔백이십일, DCCCXXI, 33516): 142번째 소수.
  - 피타고라스 삼조의 빗변의 길이. ({\displaystyle 821^{2}=429^{2}+700^{2}})
- 822 (팔백이십이, DCCCXXII, 33616) = 2×3×137
  - 109번째 쐐기수.
- 823 (팔백이십삼, DCCCXXIII, 33716): 143번째 소수.
- 824 (팔백이십사, DCCCXXIV, 33816) = 23×103
- 825 (팔백이십오, DCCCXXV, 33916) = 3×52×11
- 826 (팔백이십육, DCCCXXVI, 33A16) = 2×7×59
  - 110번째 쐐기수.
- 827 (팔백이십칠, DCCCXXVII, 33B16): 144번째 소수.
  - 서로 다른 세 소수(3, 17, 23)의 제곱합으로 나타낼 수 있는 11번째 소수.
- 828 (팔백이십팔, DCCCXXVIII, 33C16) = 22×32×23
  - 회문수.
- 829 (팔백이십구, DCCCXXIX, 33D16): 145번째 소수.
  - 24번째 중심있는 삼각수.
  - 피타고라스 삼조의 빗변의 길이. ({\displaystyle 829^{2}=540^{2}+629^{2}})

### 830~839
- 830 (팔백삼십, DCCCXXX, 33E16) = 2×5×83
  - 111번째 쐐기수.
- 831 (팔백삼십일, DCCCXXXI, 33F16) = 3×277
  - 250번째 반소수.
- 832 (팔백삼십이, DCCCXXXII, 34016) = 26×13
- 833 (팔백삼십삼, DCCCXXXIII, 34116) = 72×17
  - 17번째 팔각수, 14번째 십일각수.
  - {\displaystyle 833\approx {\frac {5}{6}}\times 10^{3}}
- 834 (팔백삼십사, DCCCXXXIV, 34216) = 2×3×139
  - 112번째 쐐기수, 17번째 케이크 수.
- 835 (팔백삼십오, DCCCXXXV, 34316) = 5×167
  - 251번째 반소수, 9번째 모츠킨 수.
- 836 (팔백삼십육, DCCCXXXVI, 34416) = 22×11×19
  - 70에 이은 2번째 기묘수. 다음 기묘수는 4030이다.
  - 73번째 불가촉수.
- 837 (팔백삼십칠, DCCCXXXVII, 34516) = 33×31
  - 9번째 이십오각수.
- 838 (팔백삼십팔, DCCCXXXVIII, 34616) = 2×419
  - 회문수, 252번째 반소수
- 839 (팔백삼십구, DCCCXXXIX, 34716): 146번째 소수.
  - 22번째 안전 소수(↔ 419).

### 840~849
- 840 (팔백사십, DCCCXL, 34816) = 23×3×5×7
  - 15번째 고도 합성수.
  - 8 이하의 모든 자연수의 최소공배수.
  - 연속하는 두 팔각수(21, 40)의 곱, 연속하는 두 짝수(28, 30)의 곱.
  - 4부터 7까지 연속하는 네 자연수의 곱.
- 841 (팔백사십일, DCCCXLI, 34916) = 292
  - 253번째 반소수, 21번째 중심있는 사각수, 16번째 중심있는 칠각수.
  - 피타고라스 삼조의 빗변의 길이. ({\displaystyle 841^{2}=41^{2}+840^{2}})
- 842 (팔백사십이, DCCCXLII, 34A16) = 2×421
  - 254번째 반소수.
- 843 (팔백사십삼, DCCCXLIII, 34B16) = 3×281
  - 255번째 반소수.
  - 14번째 뤼카 수, 가장 큰 세 자리 뤼카 수.
- 844 (팔백사십사, DCCCXLIV, 34C16) = 22×211
- 845 (팔백사십오, DCCCXLV, 34D16) = 5×132
  - 피타고라스 삼조의 빗변의 길이. ({\displaystyle 845^{2}=116^{2}+837^{2}=123^{2}+836^{2}})
- 846 (팔백사십육, DCCCXLVI, 34E16) = 2×32×47
  - 13부터 16까지 연속하는 네 자연수의 제곱합.
- 847 (팔백사십칠, DCCCXLVII, 34F16) = 7×112
- 848 (팔백사십팔, DCCCXLVIII, 35016) = 24×53
  - 회문수, 74번째 불가촉수.
- 849 (팔백사십구, DCCCXLIX, 35116) = 3×283
  - 256번째 반소수.

### 850~859
- 850 (팔백오십, DCCCL, 35216) = 2×52×17
- 851 (팔백오십일, DCCCLI, 35316) = 23×37
  - 257번째 반소수.
- 852 (팔백오십이, DCCCLII, 35416) = 22×3×71
  - 75번째 불가촉수, 24번째 오각수.
- 853 (팔백오십삼, DCCCLIII, 35516): 147번째 소수.
  - 피타고라스 삼조의 빗변의 길이. ({\displaystyle 853^{2}=205^{2}+828^{2}})
- 854 (팔백오십사, DCCCLIV, 35616) = 2×7×61
  - 113번째 쐐기수.
- 855 (팔백오십오, DCCCLV, 35716) = 32×5×19
  - 15번째 십각수.
  - 11부터 15까지 연속하는 자연수 5개의 제곱합.
  - 연속하는 두 자연수(7, 8)의 세제곱합.
- 856 (팔백오십육, DCCCLVI, 35816) = 23×107
  - 19번째 중심있는 오각수.
- 857 (팔백오십칠, DCCCLVII, 35916): 148번째 소수.
  - 피타고라스 삼조의 빗변의 길이. ({\displaystyle 857^{2}=232^{2}+825^{2}})
- 858 (팔백오십팔, DCCCLVIII, 35A16) = 2×3×11×13
  - 회문수.
- 859 (팔백오십구, DCCCLIX, 35B16): 149번째 소수.
  - 35번째 슈퍼 소수.

### 860~869
- 860 (팔백육십, DCCCLX, 35C16) = 22×5×43
- 861 (팔백육십일, DCCCLXI, 35D16) = 3×7×41
  - 114번째 쐐기수, 41번째 삼각수.
- 862 (팔백육십이, DCCCLXII, 35E16) = 2×431
  - 258번째 반소수.
- 863 (팔백육십삼, DCCCLXIII, 35F16): 150번째 소수.
- 864 (팔백육십사, DCCCLXIV, 36016) = 25×33
  - 11번째 아킬레스 수.
- 865 (팔백육십오, DCCCLXV, 36116) = 5×173
  - 259번째 반소수.
- 866 (팔백육십육, DCCCLXVI, 36216) = 2×433
  - 260번째 반소수, 서로 다른 두 소수(5, 29)의 제곱합으로 나타낼 수 있는 19번째 반소수.
- 867 (팔백육십칠, DCCCLXVII, 36316) = 3×172
- 868 (팔백육십팔, DCCCLXVIII, 36416) = 22×7×31
  - 회문수.
- 869 (팔백육십구, DCCCLXIX, 36516) = 11×79
  - 261번째 반소수.
  - 연속하는 세 자연수(16, 17, 18)의 제곱합.

### 870~879
- 870 (팔백칠십, DCCCLXX, 36616) = 2×3×5×29
  - 12번째 십오각수.
  - 연속하는 두 자연수(29, 30)의 곱.
  - {\displaystyle 870=2^{2}+9^{2}+16^{2}+23^{2}}
- 871 (팔백칠십일, DCCCLXXI, 36716) = 13×67
  - 262번째 반소수.
- 872 (팔백칠십이, DCCCLXXII, 36816) = 23×109
  - 76번째 불가촉수.
- 873 (팔백칠십삼, DCCCLXXIII, 36916) = 32×97
  - 6!까지의 합.
- 874 (팔백칠십사, DCCCLXXIV, 36A16) = 2×19×23
  - 115번째 쐐기수, 19번째 칠각수.
  - 83 이하의 모든 소수의 합.
- 875 (팔백칠십오, DCCCLXXV, 36B16) = 53×7
  - 연속하는 세 홀수 15, 17, 19의 제곱합, 8부터 14까지 연속하는 자연수 7개의 제곱합.
  - {\displaystyle 875={\frac {7}{8}}\times 10^{3}}
- 876 (팔백칠십육, DCCCLXXVI, 36C16) = 22×3×73
- 877 (팔백칠십칠, DCCCLXXVII, 36D16): 151번째 소수.
  - 36번째 슈퍼 소수, 7번째 벨 수.
- 878 (팔백칠십팔, DCCCLXXVIII, 36E16) = 2×439
  - 회문수, 263번째 반소수.
- 879 (팔백칠십구, DCCCLXXIX, 36F16) = 3×293
  - 264번째 반소수.

### 880~889
- 880 (팔백팔십, DCCCLXXX, 37016) = 24×5×11
  - 10번째 칠각뿔수.
- 881 (팔백팔십일, DCCCLXXXI, 37116): 152번째 소수.
  - 연속하는 두 자연수(4, 5)의 네제곱합.
  - 피타고라스 삼조의 빗변의 길이. ({\displaystyle 881^{2}=369^{2}+800^{2}})
- 882 (팔백팔십이, DCCCLXXXII, 37216) = 2×32×72
- 883 (팔백팔십삼, DCCCLXXXIII, 37316): 153번째 소수.
- 884 (팔백팔십사, DCCCLXXXIV, 37416) = 22×13×17
  - 연속하는 두 짝수(20, 22)의 제곱합.
- 885 (팔백팔십오, DCCCLXXXV, 37516) = 3×5×59
  - 116번째 쐐기수.
  - 9부터 17까지 연속하는 홀수 5개의 제곱합.
  - {\displaystyle 885=14^{2}+17^{2}+20^{2}}
- 886 (팔백팔십육, DCCCLXXXVI, 37616) = 2×443
  - 265번째 반소수.
- 887 (팔백팔십칠, DCCCLXXXVII, 37716): 154번째 소수.
  - 24번째 안전 소수(↔ 443).
- 888 (팔백팔십팔, DCCCLXXXVIII, 37816) = 23×3×37
  - 회문수.
- 889 (팔백팔십구, DCCCLXXXIX, 37916) = 7×127
  - 266번째 반소수.

### 890~899
- 890 (팔백구십, DCCCXC, 37A16) = 2×5×89
  - 117번째 쐐기수.
  - 4번째 사촌 소수쌍(19, 23)의 제곱합.
- 891 (팔백구십일, DCCCXCI, 37B16) = 34×11
  - 11번째 십팔각수, 11번째 팔면체수.
- 892 (팔백구십이, DCCCXCII, 37C16) = 22×223
  - 77번째 불가촉수.
- 893 (팔백구십삼, DCCCXCIII, 37D16) = 19×47
  - 267번째 반소수.
- 894 (팔백구십사, DCCCXCIV, 37E16) = 2×3×149
  - 118번째 쐐기수, 78번째 불가촉수.
- 895 (팔백구십오, DCCCXCV, 37F16) = 5×179
  - 268번째 반소수.
- 896 (팔백구십육, DCCCXCVI, 38016) = 27×7
  - 79번째 불가촉수.
- 897 (팔백구십칠, DCCCXCVII, 38116) = 3×13×23
  - 119번째 쐐기수.
- 898 (팔백구십팔, DCCCXCVIII, 38216) = 2×449
  - 회문수, 269번째 반소수.
- 899 (팔백구십구, DCCCXCIX, 38316) = 29×31
  - 270번째 반소수, 연속하는 두 소수의 곱.